# Bisdom Terwaan

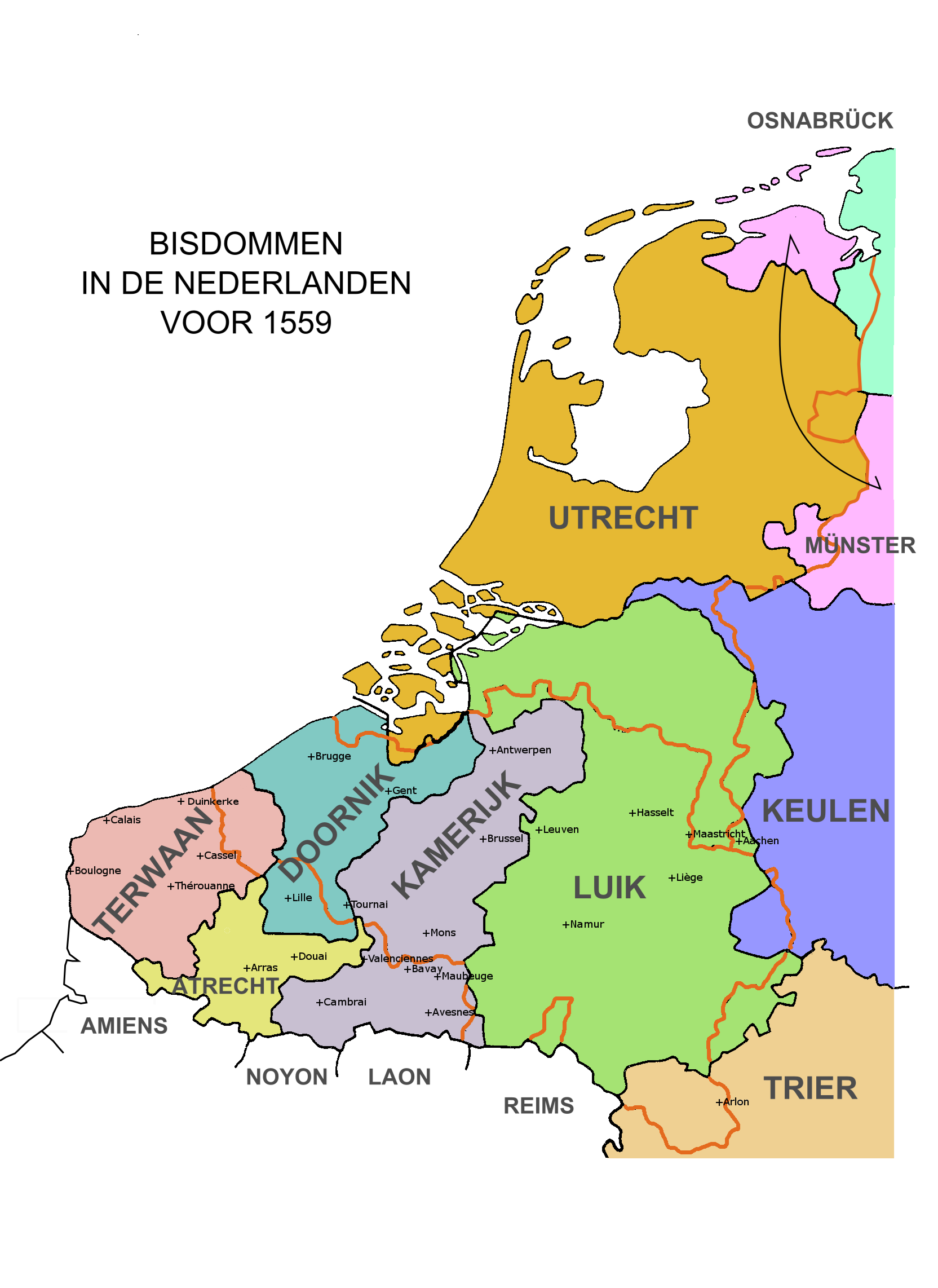
Bisdommen in de Nederlanden vóór 1559

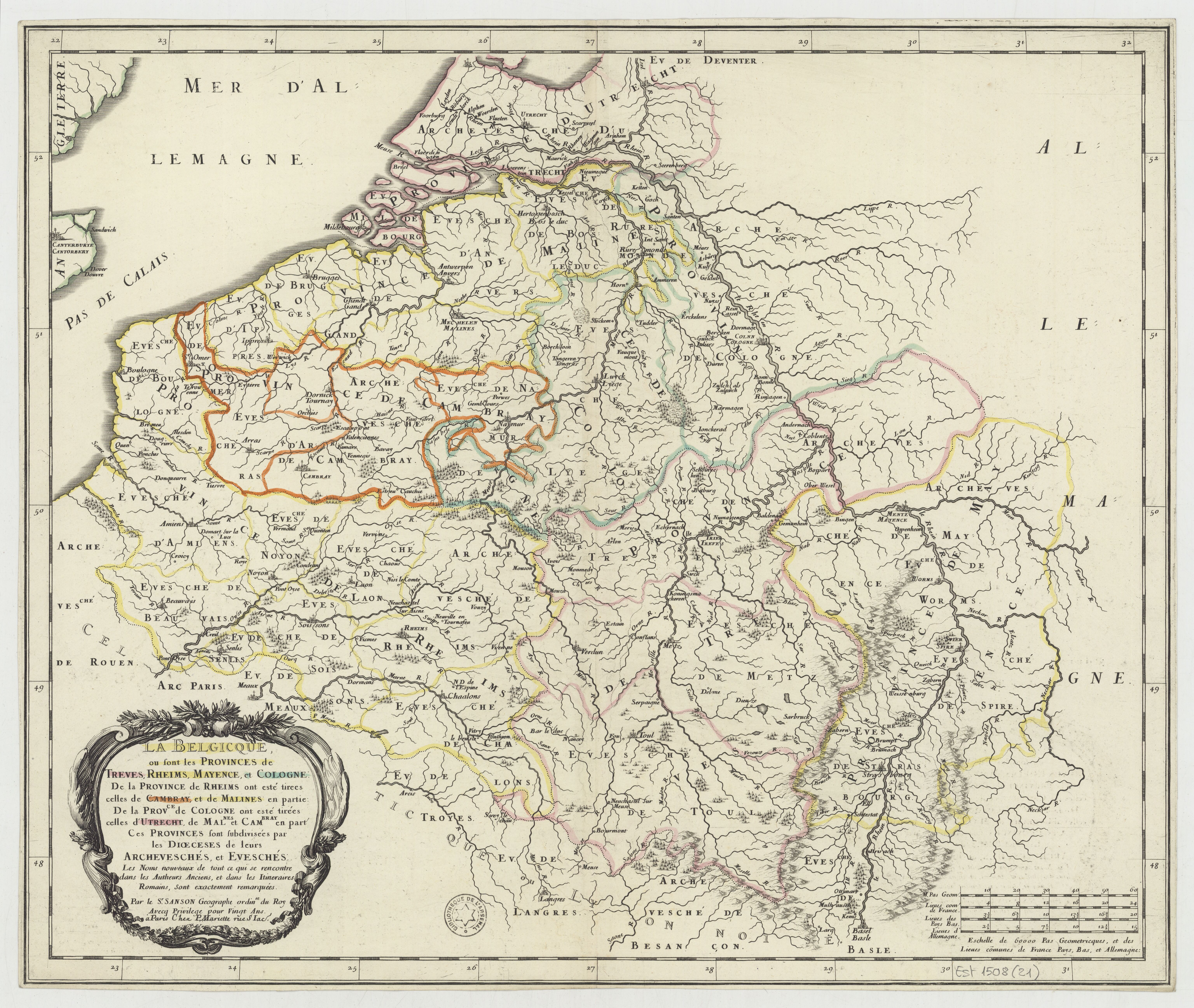
Toestand na 1566

Het bisdom Terwaan (Latijn: dioecesis Tarvennensis seu Morinensis, letterlijk "het bisdom rond Terwaan oftewel bisdom in het woongebied der Morinen") was een katholiek bisdom dat onder andere Ieper, Veurne, Thérouanne en Boulogne-sur-Mer omvatte.
Het werd opgericht in de 7e eeuw, om de kerstening te bevorderen rond de IJzer, de Aa en de Canche. De bisschopszetel Terwaan stond onder rechtstreekse bescherming van de koning van Frankrijk (le régale de Thérouanne). Tijdens de Italiaanse Oorlogen gebruikte Frankrijk de stad als uitvalsbasis om te plunderen. Daarom liet keizer Karel V de stad verwoesten in 1553. Het grondgebied werd verdeeld over drie nieuwe bisdommen: het bisdom Ieper, het bisdom Sint-Omaars (beiden opgericht in 1559) en het bisdom Boulogne (opgericht in 1566).
Gedurende zijn bestaan telde het bisdom waarschijnlijk 24 dekenaten, verdeeld over twee aartsdekenaten:
- Het "Vlaamse aartsdekenaat", in het Frans l'archidiaconé de Flandre
  - Diksmuide, Veurne, Ieper, Poperinge, Sint-Winoksbergen, Kassel, Belle → naar het bisdom Ieper
  - Broekburg, Marck, Meregem → naar het bisdom Sint-Omaars
- Het "Artesische aartsdekenaat", in het Frans l'archidiaconé d'Artois
  - Sint-Omaars, Ariën, Lillers → naar het bisdom Sint-Omaars
  - Guînes, Wissant, Boulogne, Frencq, Alquines, Arke, Helfaut, Fauquembergues, Bomy, Hesdin, Saint-Pol → naar het bisdom Boulogne